# Les Claypool
Les Claypool (* 29. září 1963 Richmond, Kalifornie, USA) je americký baskytarista a zpěvák. V letech 1979–1981 a znovu 1986–1988 byl členem skupiny Blind Illusion. V roce 1984 založil skupinu Primus, kterou vedl až do jejího rozpadu v roce 2000; později ji několikrát obnovil, ale až z obnovení v roce 2010 vzešlo její nové album. V různých obdobích působil v dalších projektech; mimo to hrál na albech dalších interpretů, jako jsou Tom Waits, Metallica nebo Adrian Belew.
V roce 1989 založil vydavatelství Prawn Song Records pojmenované podle vydavatelství Swan Song Records založeného skupinou Led Zeppelin.